# Crémier
 (novembre 2022).
Un crémier (crémière au féminin) est une personne dont le métier est le commerce de détail du lait, du fromage, des œufs, de la crème, etc.. 
Les produits laitiers que ce commerçant propose à la vente sont achetés auprès des agriculteurs, des coopératives agricoles, des marchés d'intérêt national. 
L'activité du crémier l'amène à avoir des compétences minimum en affinage du fromage.